# Volkswagen Golf Sportsvan
La Volkswagen Golf Sportsvan è un'autovettura prodotta dalla casa automobilistica tedesca Volkswagen dal 2014 al 2020.

## Contesto e debutto

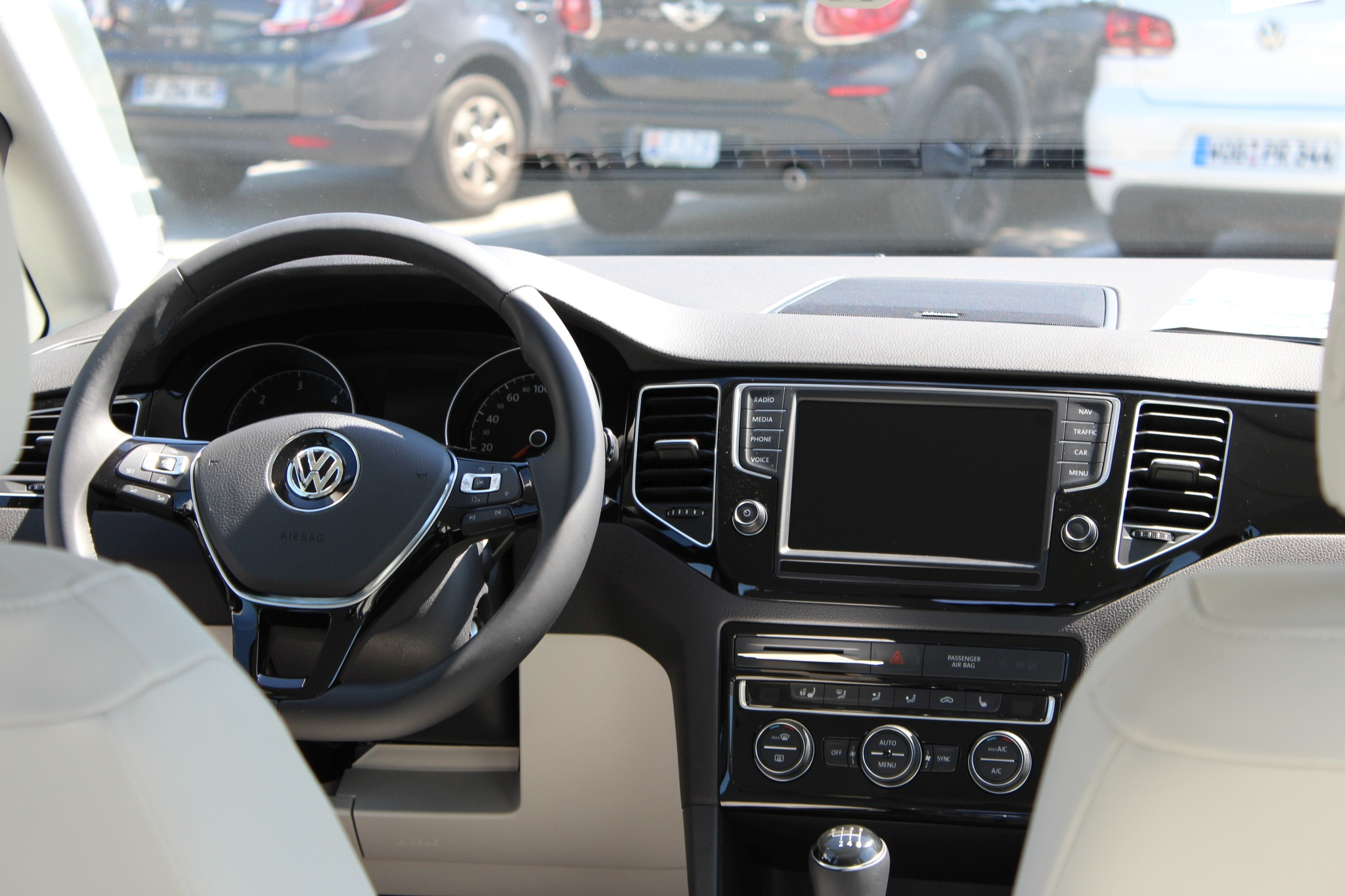
Interni

La Golf Sportsvan o chiamata anche Golf SV o semplicemente Volkswagen Sportsvan, è una monovolume compatta di segmento C a cinque porte e posti, presentata in anteprima sotto forma di concept car al Salone di Francoforte 2013. La vettura, che andava a posizionarsi sotto la Touran a 7 posti nel listino Volkswagen, si basa sulla Piattaforma Volkswagen MQB a motore trasversale e trazione anteriore. È stata assemblata dal 2014 al 2020 nello stabilimento di Wolfsburg insieme alla berlina Golf 7, mentre dal 1 febbraio 2016 al 2020 è stata costruita anche in Cina dalla joint venture FAW-VW. 
Con 4338 mm di lunghezza, la SV è 134 mm più lunga della precedente Golf Plus, 83 mm più lunga della Golf 7 e 224 mm più corta della Golf SW.

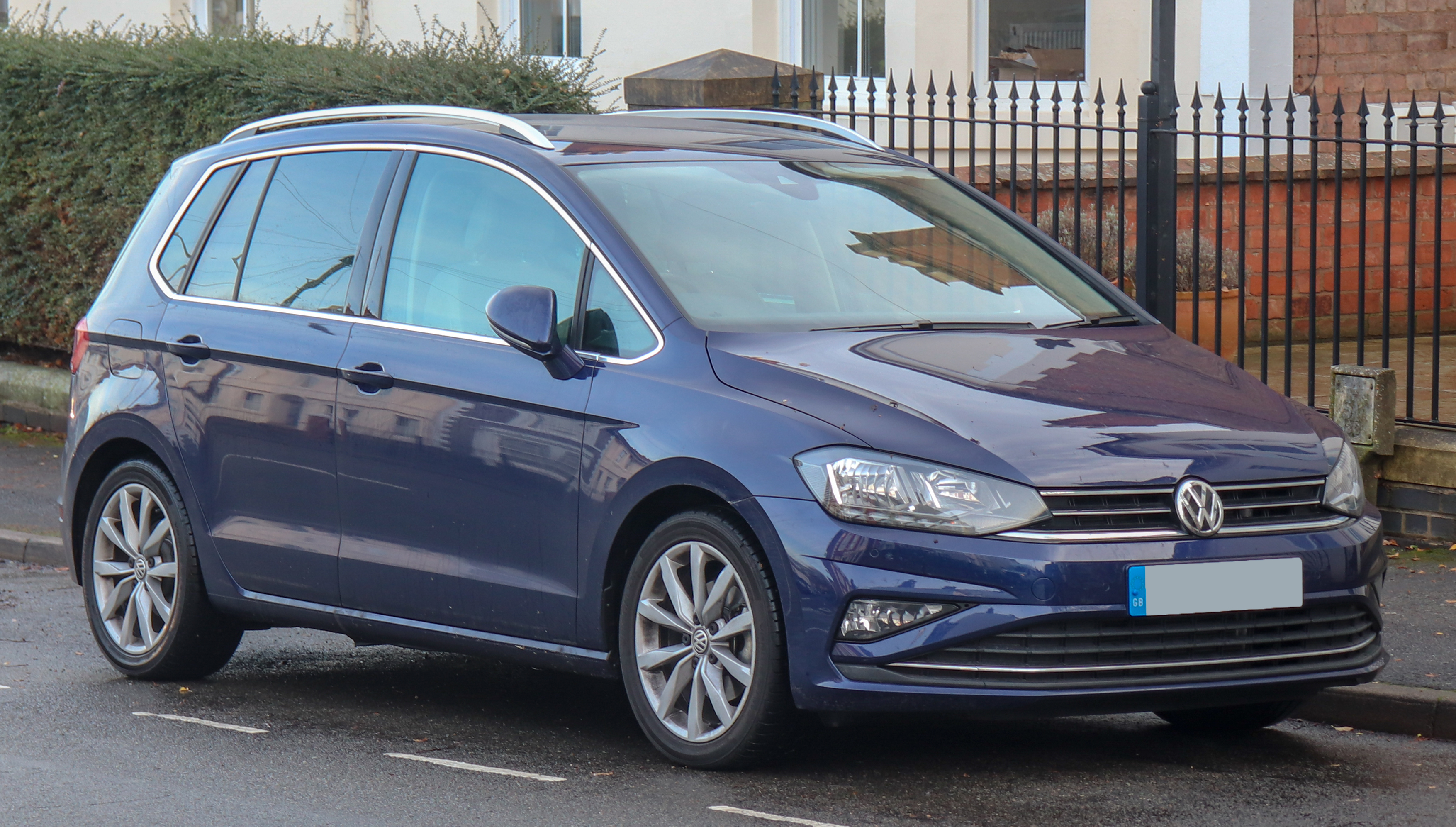
Restyling 2017

La Sportsvan ha una superficie frontale di 2,41 m², superiore di circa 0,2 m² rispetto alla Golf VII, per via del tetto più alto e del parabrezza meno inclinato.
Rispetto alla Golf Plus, la capacità del bagagliaio è stata aumentata fino a toccare i 590 litri con i sedili in uso, mentre ripiegando i sedili posteriori si arriva fino a 1520 litri. Il sedile del passeggero anteriore può essere anch'esso reclinato, creando uno piano di carico lungo fino a 2484 mm.
La vettura è dotata di sospensioni McPherson all'avantreno e Multilink a 3 leve al retrotreno; inoltre è disponibile in opzione il controllo adattivo del telaio denominato DCC (Dynamic Chassis Control), che utilizzano delle valvole azionate elettricamente posizionate negli ammortizzatori, possono variare la resistenza all'attrito dell'olio contenuto in esso, rendendo più morbidi o rigidi gli ammortizzatori.

### Restyling 2017
Nell'agosto 2017 è stata sottoposta ad un leggero restyling, presentato successivamente al Salone di Francoforte 2017. Questo aggiornamento ha interessato maggiormente la carrozzeria, con nuovi i paraurti ridisegnati sia all'anteriore che al posteriore, la griglia è stata leggermente modificata e i fanali anteriori così come le luci posteriori sono stati modificati ed incorporano le luci diurne.

## Dotazione, sicurezza e allestimenti

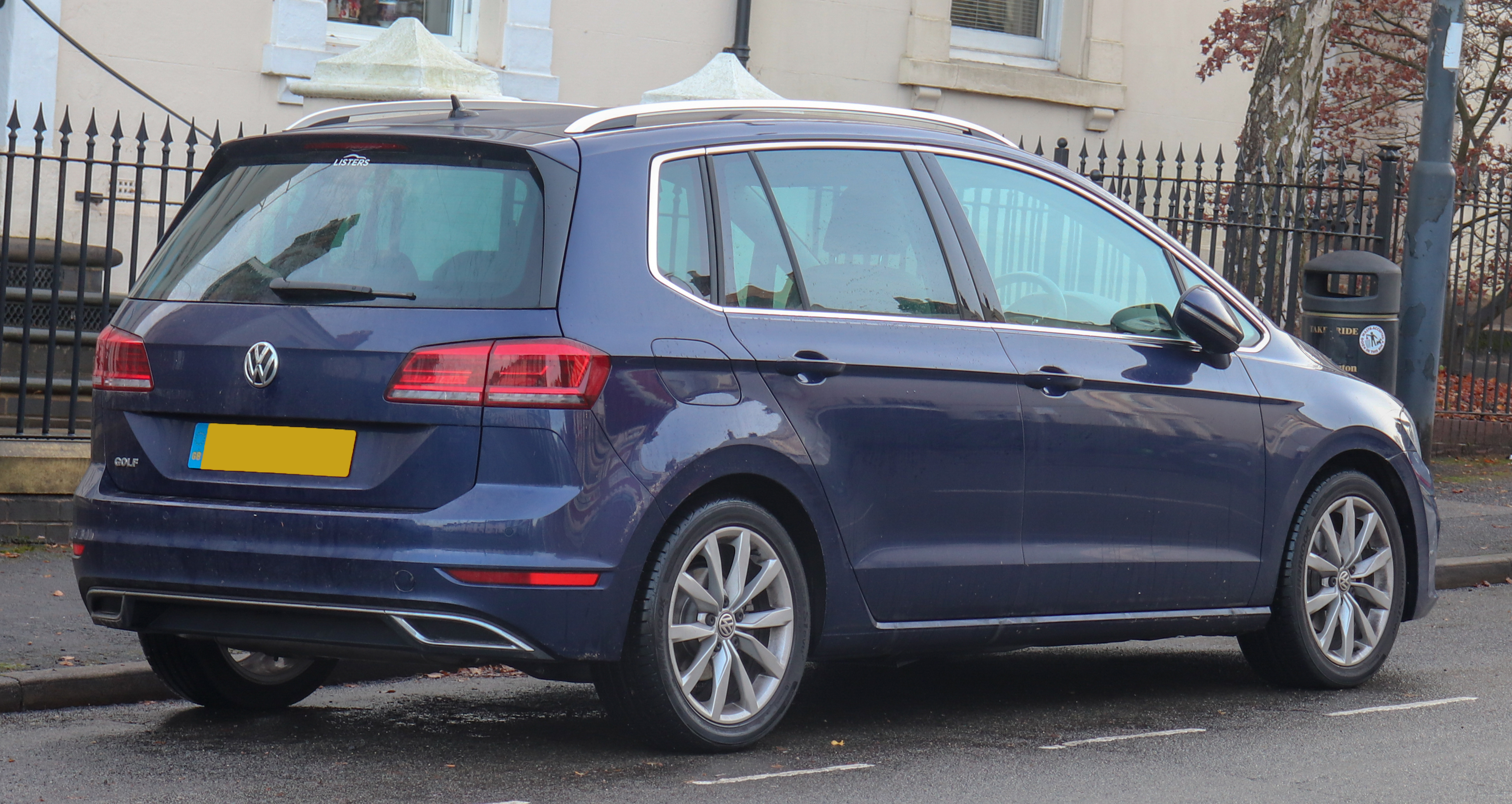
Retro restyling

La Golf SV è dotata di molti sistemi di sicurezza e assistenza alla guida, tra cui: sistema di frenata post-collisione automatica di serie, che frena automaticamente il veicolo dopo una impatto per ridurre significativamente l'energia cinetica e quindi diminuire al minimo la possibilità di un secondo impatto, e un sistema denominato PreCrash (Proactive Occupant Protection) che, rilevando la possibilità di un incidente, pretensiona in anticipo le cinture di sicurezza e chiude i finestrini e il tettuccio, per ottimizzare la capacità di assorbimento degli airbag.
Inoltre la Golf SV porta al debutto un sensore per gli angoli ciechi, soprannominato Side Scan, coadiuva da un assistente per le manovre di parcheggio. Questo sistema, che esordisce per la prima su di una Volkswagen, monitora l'area della tre quarti posteriore, frenando la vettura qualora durante la retromarcia da un parcheggio dovesse esserci un ostacolo o dovesse sopraggiungere un veicolo o un pedone.
Nel 2014 è stata sottoposta ai crash test dall'Euro NCAP, ottenendo 5 stelle.
Sono disponibili cinque allestimenti: Trend, Comfort e Highline, le prime due sono disponibili anche in versione BlueMotion. Al salone di Francoforte 2015, è stata introdotto anche un pacchetto chiamato R-Line.

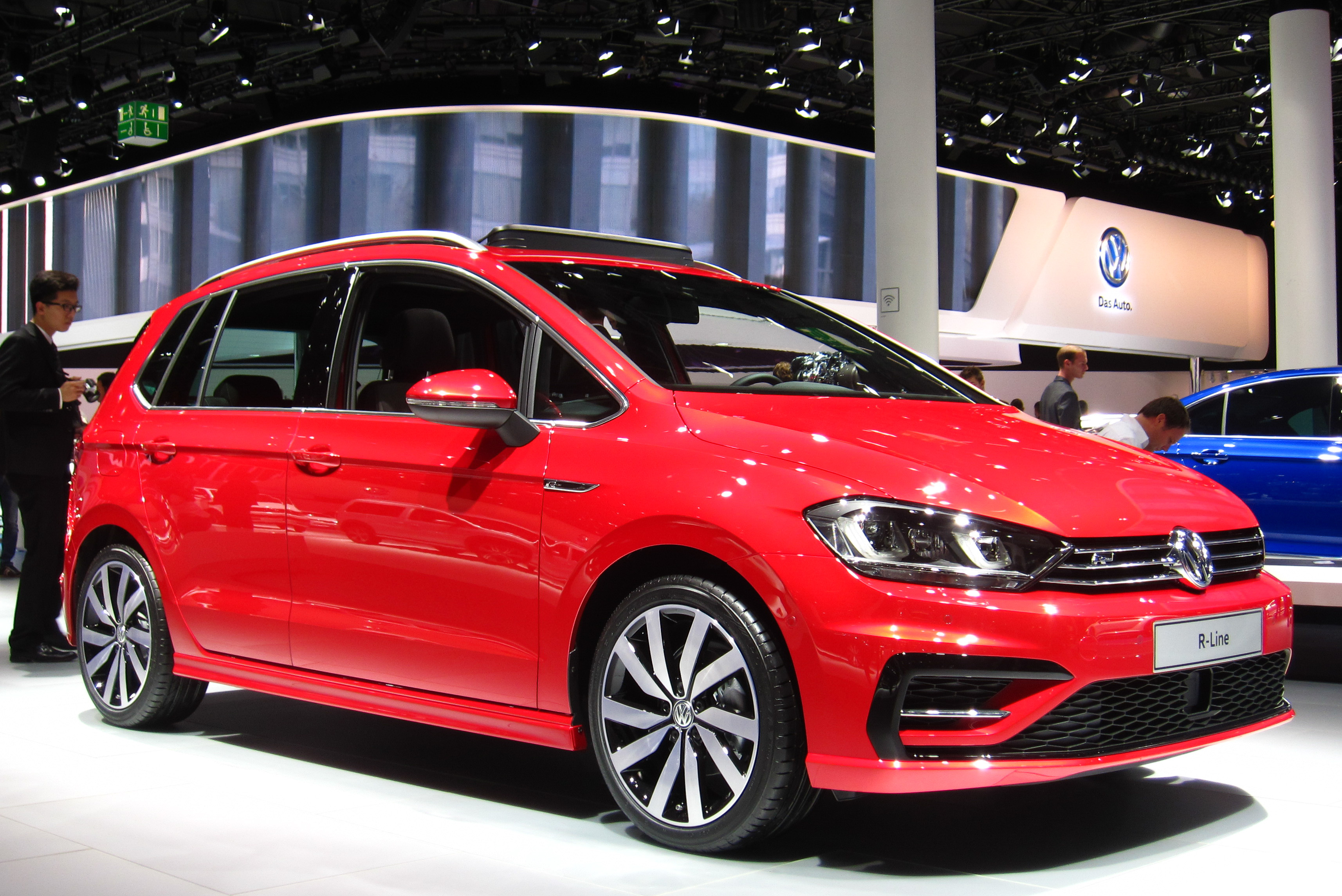
Sportsvan R-Line

## Motorizzazioni
La gamma motori comprende propulsori sia a benzina che diesel, tutti dotati di sistemi Stop/Start e di sistema di ricarica della batteria durante le decelerazione o frenate.
Tutti i motori sono a quattro cilindri in linea e dotati di sovralimentazione mediante turbocompressore e intercooler con raffreddamento ad acqua-acqua, fasatura variabile delle valvole tramite due alberi a camme in testa e una singola cinghia di distribuzione. 
Ci sono due motori a benzina da 1,2 litri con 85 e 105 CV; due motori da 1,4 litri con 125 e 150 CV; e tre turbodiesel: un 2.0 litri da 150 CV, un 1.6 litri da 90 CV e un 1.6 litri da 110 CV. Su quest'ultimi è disponibile anche in versione BlueMotion, che sono ottimizzati per risparmiare carburante ed emettere meno anidride carbonica. Tutti i motori, ad eccezione del 1.2 TSI 85 CV, possono essere dotati del cambio automatico a doppia frizione a 7 marce DSG.

## Riconoscimenti
- Red Dot Design Award 2015[14]
- IF Product Design Award 2015[15]
- Plus X Award 2015[16]